# Centro Latino-Americano e do Caribe de Informação em Ciências da Saúde
O Centro Latino-Americano e do Caribe de Informação em Ciências da Saúde, mais conhecido pela sigla BIREME (de sua denominação original Biblioteca Regional de Medicina), é um organismo internacional,  centro especializado que faz parte da Organização Pan-Americana da Saúde e Organização Mundial da Saúde (OPAS/OMS).
Atua na área da saúde, buscando democratizar o acesso a informação, conhecimento e evidências científicas na área .

## Descrição
A BIREME localiza-se na cidade de São Paulo, Brasil, junto à Universidade Federal de São Paulo. Foi fundada em 1967, por meio de acordo entre a Organização Pan-Americana da Saúde / Organização Mundial da Saúde (OPAS/OMS) e o Governo do Brasil - Ministério da Saúde, Ministério da Educação, Secretaria Estadual da Saúde de São Paulo e a Escola Paulista de Medicina/Universidade Federal de São Paulo. Desde 2009, o acordo coexiste com o processo de implantação do novo marco legal para o estabelecimento da BIREME aprovado pelo 149º Conselho Deliberativo da OPAS/OMS.

## Atuação
A atuação da BIREME se dá por meio da cooperação e do trabalho em rede para disponibilizar a profissionais da saúde de qualquer país o acesso a publicações da área nos acervos das bibliotecas e arquivos nacionais e de instituições internacionais.
A Biblioteca Virtual em Saúde (BVS) é o modelo de programa desenvolvido pela BIREME em cooperação com instituições locais, nacionais e internacionais das áreas da saúde para disponibilizar através de seu portal o acesso a referências bibliográficas em espanhol, português e inglês, principalmente a produção científica da América Latina e Caribe. Pelo portal da BVS é possível acessar documentos como artigos científicos, monografias, trabalhos de congressos, teses entre outros tipos de conteúdos. É possível acessar os textos completos desses documentos a partir do portal da BVS ou solicitar serviços como fotocópias (SCAD) para sua aquisição, quando não disponíveis online.